# Polyura caphontis
Polyura caphontis är en fjärilsart som beskrevs av William Chapman Hewitson 1863. Polyura caphontis ingår i släktet Polyura och familjen praktfjärilar. Inga underarter finns listade i Catalogue of Life.

## Bildgalleri

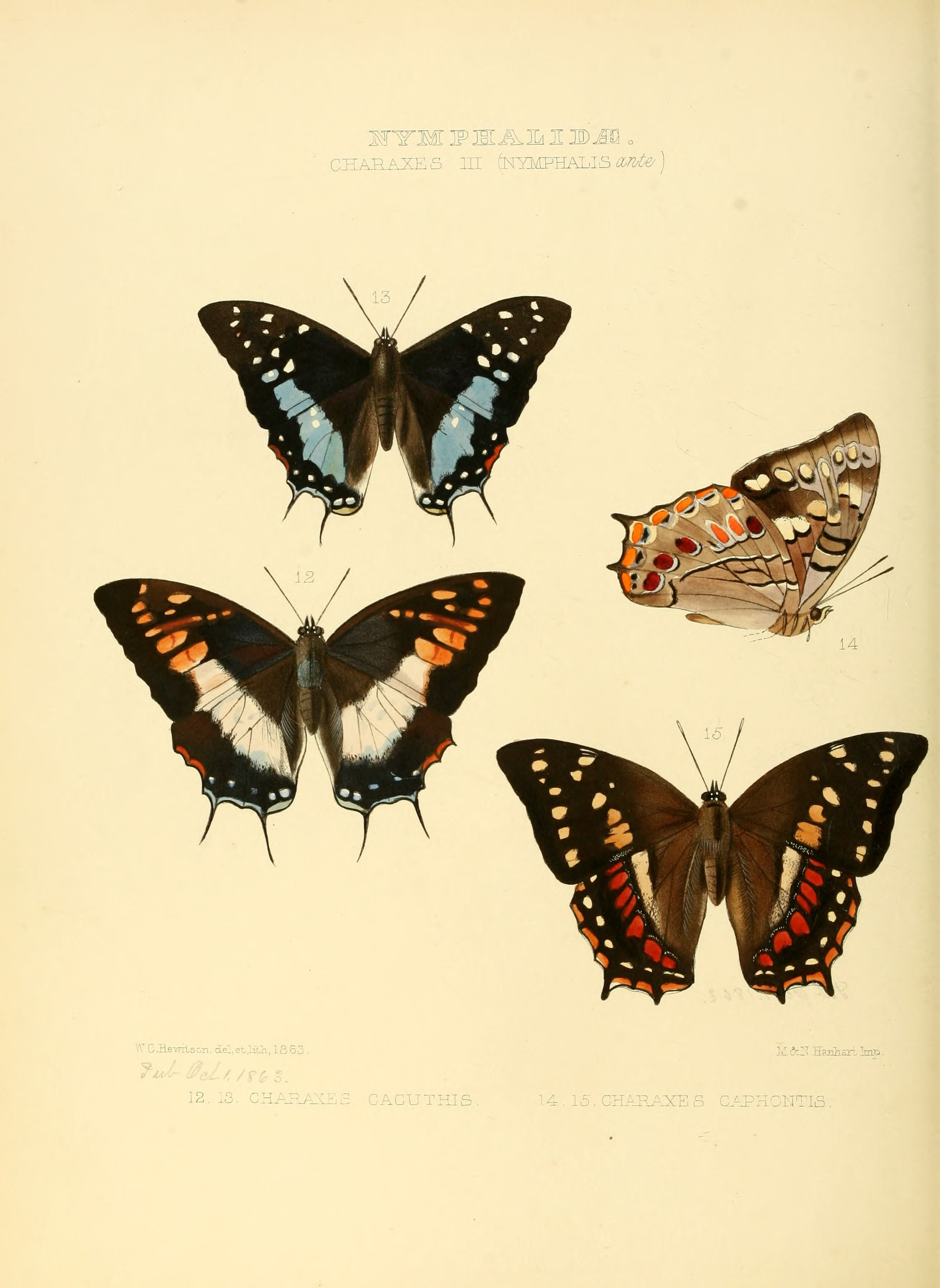